# Резниченко, Анатолий Сергеевич
Анатолий Сергеевич Резниченко (5 мая 1943, город Харьков, теперь Харьковской области — 10 декабря 1985, город Харьков) — советский партийный деятель, председатель Харьковского горисполкома. Депутат Верховного Совета УССР 11-го созыва в 1985 году.

## Биография
Родился в семье рабочего.
В 1960—1962 — слесарь-сборщик Харьковского завода «Электростанок».
В 1967 году окончил Харьковский политехнический институт имени Ленина.
Член КПСС с 1967 года.
В 1967—1970 — инженер-конструктор, секретарь комитета ЛКСМУ Харьковского завода «Электростанок».
В 1970—1973 — 1-й секретарь Ленинского районного комитета ЛКСМУ города Харькова; заведующий отделом комсомольских организаций Харьковского областного комитета ЛКСМУ.
В 1973—1977 — 1-й секретарь Харьковского городского комитета ЛКСМУ.
В 1977—1978 — заместитель начальника цеха, заместитель главного инженера Харьковского производственного объединения «Протон».
В 1978—1983 — заместитель заведующего, заведующий организационным отделом Харьковского городского комитета КПУ.
В 1983—1985 — председатель исполнительного комитета Дзержинского районного совета народных депутатов города Харькова.
В 1984 году окончил Высшую партийную школу при ЦК КПУ.
В октябре — декабре 198 — председатель исполнительного комитета Харьковского городского совета народных депутатов.

## Награды
- орден Знак Почета
- медали